# František Urbánek
František Urbánek (13. července 1866, Drahelice – 26. října 1948, Praha) byl český protestantský kazatel, teolog a publicista.
V počátcích svého duchovního působení se stal v rámci evangelické reformované církve vikářem a později nástupcem faráře a spisovatele Jana Karafiáta na Hrubé Lhotě. Hlavní část svého života ale prožil v rámci Svobodné reformované církve, později přejmenované na Jednotu českobratrskou (dnešní Církev bratrská), kde se stal později po Aloisi Adlofovi jejím druhým předsedou. Založil její žižkovský sbor. Byl dlouholetým přítelem T. G. Masaryka. Proto později pohřbíval jeho i členy jeho rodiny – ženu Charlottu, syny Herberta a Jana.